# Desmatosuchus
Desmatosuchus ("cocodrilo almizclero") es un género extinto de saurópsidos arcosaurios del orden Aetosauria. Fue uno de los mayores representantes de este grupo, midiendo hasta 5 metros de longitud y alrededor de 1,50 m de alto. Vivió durante en el período Triásico en Texas.

## Descripción

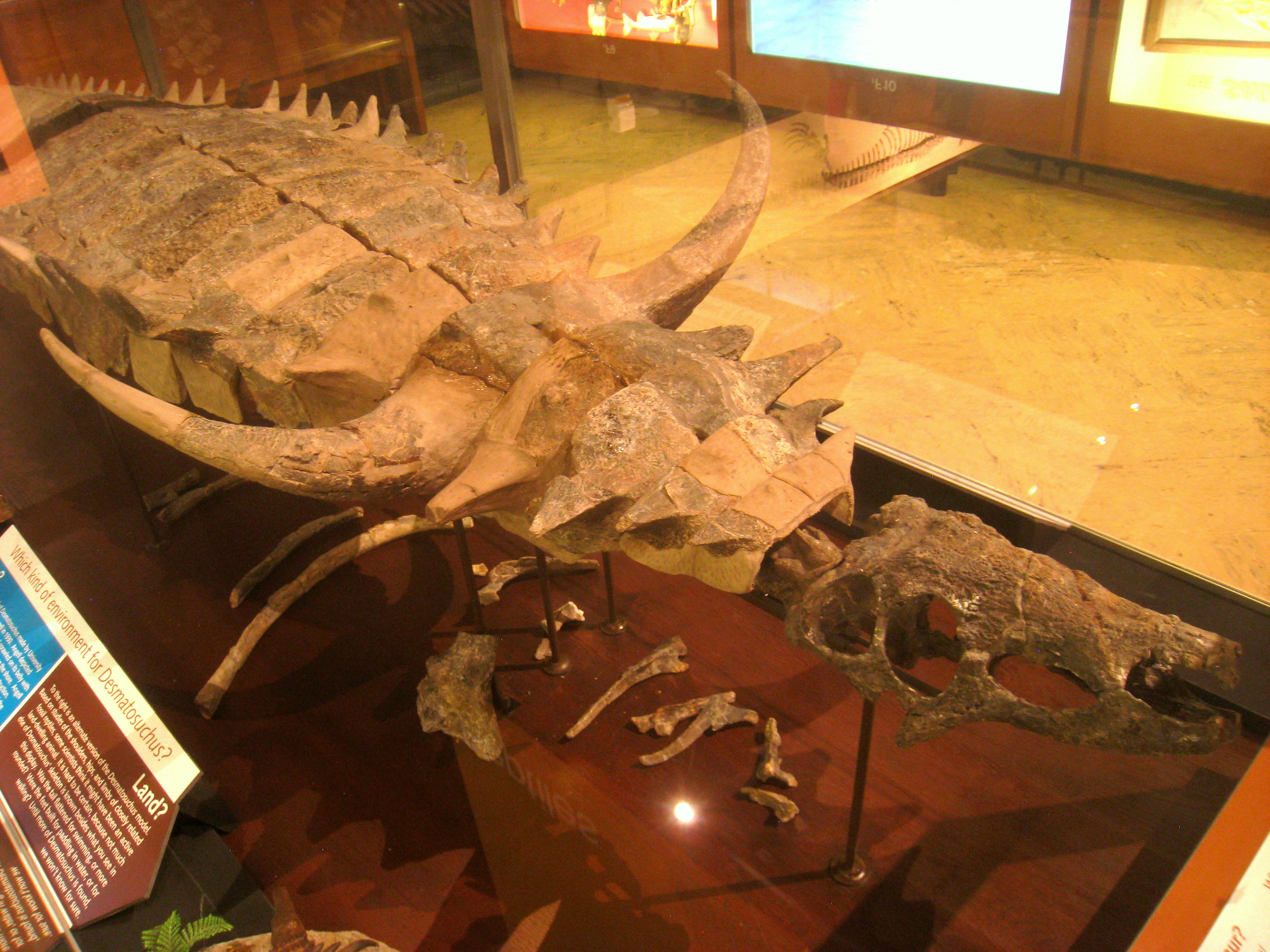
Fósil

Desmatosuchus era parecido a sus parientes, con un cuerpo acorazado y una cabeza que recuerda vagamente a la de un cerdo. Tenía un hocico en forma de pala y dientes débiles que sugieren que se alimentaba arrancando plantas suaves. Como muchos de sus parientes, tenía placas óseas cubriendo su espalda, cola y partes de su zona baja. Sin embargo, a diferencia de los demás aetosaurios Desmatosuchus también tenía dos filas de espinas a lo largo de los lados de su espalda. Las mayores espinas, situadas sobre los hombros, medían 45 centímetros de largo. Estas probablemente le daban protección adicional contra los depredadores.

## Taxonomía
Tres especies son consideradas válidas: D. haplocerus, D. spurensis y D. smalli. Desmatosuchus chamaensis es considerado como un género distinto, pero existe una controversia acerca de si se podría referir a los géneros Heliocanthus o Rioarribasuchus.

## En la cultura popular
Desmatosuchus fue representado en el documental de Discovery Channel When Dinosaurs Roamed America, en el cual es mostrado alejando a un Coelophysis y más tarde al depredador Rutiodon. Desmatosuchus también apareció en un capítulo de la miniserie Animal Armageddon, en la cual es cazado por Staurikosaurus, uno de los primeros dinosaurios, en una eventual extinción. En ambos, Desmatosuchus es usado para contrastar la anatomía de los arcosaurios primitivos con la de los primeros dinosaurios.